# Фундоаја (Муреш)
Фундоаја (рум. Fundoaia) насеље је у Румунији у округу Муреш у општини Гургиу. Oпштина се налази на надморској висини од 508 m.

## Становништво
Према подацима из 2002. године у насељу је живело 138 становника, од којих су сви румунске националности.